# Crotophagidae
Crotophagidae é uma família de aves da ordem Cuculiformes. É endêmica das Américas.
Atualmente o Congresso Ornitológico Internacional inclui-a na familia Cuculidae.

## Classificação
- Gênero Guira Lesson, 1830
  - Guira guira (Gmelin, 1788)
- Gênero Crotophaga Linnaeus, 1758
  - Crotophaga major Gmelin, 1788
  - Crotophaga ani Linnaeus, 1758
  - Crotophaga sulcirostris Swainson, 1827